# Maria Rosetti
Maria Rosetti (z domu Grant; ur. w 1819 na Guernsey, zm. w 1893) – rumuńska działaczka społeczna, dziennikarka i eseistka, uczestniczka Wiosny Ludów, żona Constantina Alexandru Rosettiego.
Jej ojciec Edward był właścicielem statku. Była siostrą Effinghama Granta, sekretarza brytyjskiego konsula na Wołoszczyźnie Roberta Gilmoura Colquhouna. Pracowała jako guwernantka w domu pułkownika Ioana Odobescu, gdzie uczyła m.in. jego syna Alexandru Odobescu, późniejszego pisarza i polityka. 31 sierpnia 1847 poślubiła w Plymouth w obrządku anglikańskim Constantina Alexandru Rosettiego, przyjaciela swojego brata. Para miała ośmioro dzieci, z czego czworo dożyło dorosłości. Uczestniczyła w demonstracjach w Bukareszcie w okresie Wiosny Ludów. Towarzyszyła mężowi na wyganiu do Francji. Uczestniczyła w wykładach Julesa Micheleta w Collège de France, który poświęcił jej udziałowi we Wiośnie Ludów esej z 1851. Około 1850 pozowała Constantinowi Danielowi Rosenthalowi do obrazu Rumuńska rewolucjonistka.

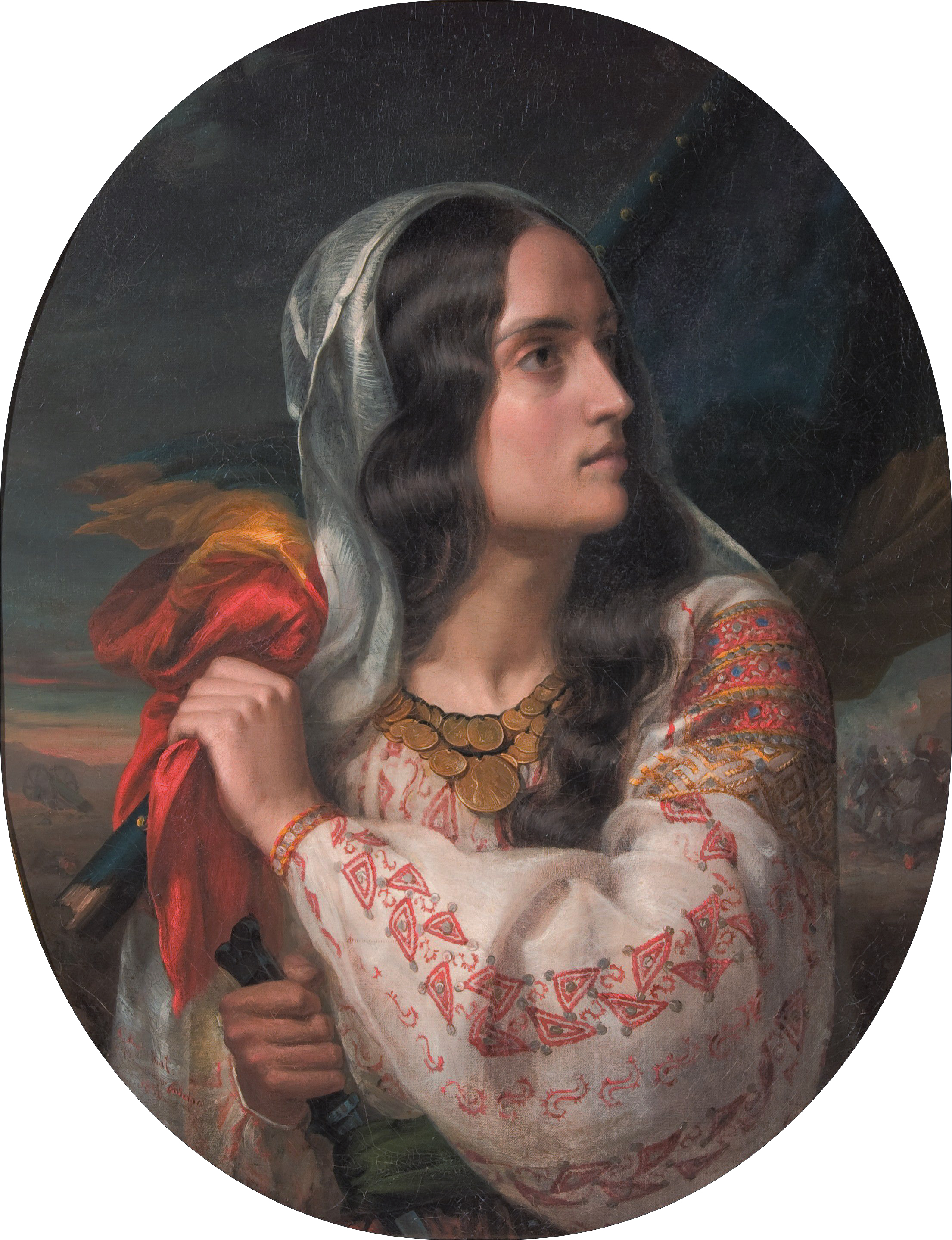
Rumuńska rewolucjonistka Constantina Daniela Rosenthala

Powróciła z mężem do Rumunii po traktacie paryskim z 1856. Po reformie edukacji z 1864, w 1865 założyła w Bukareszcie szkołę z internatem dla dziewcząt. Odpowiadała za szkolnictwo żeńskie w Radzie Wychowania Publicznego. Współpracowała z Rosettim w piśmie Românul, następnie zaś założyła Mama și copilul – pierwszy rumuński magazyn dla kobiet, wydawany w latach 1865–1866. W ten sposób stała się pierwszą rumuńską dziennikarką. Poza poradami dla kobiet pismo publikowało również materiały edukacyjne dla młodzieży. W latach 1866–1867 organizowała pomoc dla ofiar głodu, a w latach 1877–1878 – dla rannych w wojnie rosyjsko-tureckiej. Za tę działalność otrzymała honorowy dyplom od Belgijskiego Czerwonego Krzyża.